# Cmentarz wojenny w Piórkowie
Cmentarz wojenny w Piórkowie – nieistniejący cmentarz z okresu I wojny światowej znajdujący się w gminie Baćkowice, w powiecie opatowskim; usytuowany był obok drogi Opatów-Łagów, w pobliżu istniejącego cmentarza parafialnego.
Cmentarz miał kształt prostokąta o wymiarach około 50 m x 30 m i powierzchni około 1500 m². Pierwotnie otoczony wałem ziemnym o wysokości około metra. Składał się z 18 mogił zbiorowych oraz 37 pojedynczych. Pochowanych na nim było 149 żołnierzy (129 żołnierzy austriackich m.in. z 99 Pułku Piechoty i 20 rosyjskich). W roku 1933 cmentarz zlikwidowano, a szczątki przeniesiono na cmentarz wojenny w Gołoszycach.